# Jeszöndzüjl járás
Jeszöndzüjl járás (mongol nyelven: Есөнзүйл сум) Mongólia Dél-Hangáj tartományának egyik járása. Területe 2200 km². Népessége 3300 kb. fő.
Székhelye Mönhbulag (Мөнхбулаг), mely 100 km-re északkeletre fekszik Arvajhér tartományi székhelytől.